# صفيحة قاعدية (مشيمة)
تحدث أثناء فترة الحمل تغيرات في الـمشيمة من بينها اختفاء الجزء الأكبر من الطبقة المُكتنِزة، في حين يظل الجزء الأعمق من هذه الطبقة موجودًا ويتكثف بهدف تشكيل ما يُعرف باسم الصفيحة القاعدية. وتقع بين هذه الطبقة والألياف العضلية الرحمية الطبقة الإسفنجية والطبقة الحدية، وتمر من خلال هاتين الطبقتين والصفيحة القاعدية الشرايين الرحمية والأوردة من وإلى الحيز بين الزغابات.

## وصلات خارجية
- Slide at uottawa.ca نسخة محفوظة 30 مارس 2006 على موقع واي باك مشين.